# Siebenrockiella
Siebenrockiella és un gènere de tortuga de la família dels Geoemydidae. Abans era considerat un tàxon monotípic, però ara té dues espècies amb l'addició de la Siebenrockiella leytensis (desplaçat del gènere Heosemys).

## Taxonomia
Conté les següents espècies:
- Siebenrockiella crassicollis — (Gray, 1831)
- Siebenrockiella leytensis — (Taylor, 1920)